# Alphonse Arzel
Pour les articles homonymes, voir Arzel.
Alphonse Arzel, né le 20 septembre 1927 à Ploudalmézeau (Finistère) et mort le 21 février 2014 dans la même ville, est un homme politique breton, ancien sénateur du Finistère, ancien maire de Ploudalmézeau et ancien président de l'Association des maires du Finistère (AMF 29).

## Mandats et responsabilités exercés
Agriculteur de profession, il fait ses premières armes à la Jeunesse agricole chrétienne (JAC).
Élu maire de Ploudalmézeau en 1961, il le reste jusqu'en 2001, lorsqu'il quitte la vie politique au terme de cinq mandats municipaux. Il passe alors le relais à sa dauphine, Marguerite Lamour. Il est également conseiller général du canton de Ploudalmézeau de 1967 à 1985.
Il assume également jusqu'en 2001, la présidence de l'Association des maires du Finistère.
Après avoir brigué en vain le siège de député détenu par Gabriel de Poulpiquet dans les années 1970, il est élu sénateur du Finistère en 1980. D'abord sans étiquette, il rejoint ensuite l'UDF. Réélu en 1989, il est battu en 1998.
C'est en 1978, à la suite du naufrage de l'Amoco Cadiz devant la plage de Portsall (commune de Ploudalmézeau) qu'il se fait connaître en incarnant la défense des intérêts de sa commune et de toutes celles dont les côtes ont été souillées par la marée noire.
Il fonde en 1980 le Syndicat mixte de protection et de conservation du littoral nord-ouest de la Bretagne (qui devient Vigipol en 2000) et mène le combat qui aboutit, en 1992, au terme d'un procès fleuve à Chicago (États-Unis), à la condamnation du géant Amoco et à l'indemnisation des collectivités et des particuliers victimes de la marée noire.
Son décès est annoncé le 21 février 2014,,.

## Hommages
- Gwénola Morizur, petite-fille d'Alphonse Arzel, rend hommage au combat mené par son grand-père au travers d'une fiction-réalité sous forme de bande dessinée, Bleu Pétrole, sortie en 2017[4].
- Dans son volume "A nezh kalon" ("De toute mon âme"), sorti lui aussi en 2017, la harpiste Nolwenn Arzel, petite-nièce d'Alphonse Arzel, interprète sur une mélodie traditionnelle la chanson "L'homme aux Sabots", dont elle a composé les paroles également en hommage à son grand-oncle.